# ヨゼフ・ブルヴァ
ヨゼフ・ブルヴァ（Josef Bulva, 1943年1月9日 - 2020年8月12日）は、チェコ出身のピアノ奏者。

## 生涯
ブルノ出身。1950年からナパイェドラ音楽学校でヴァーツラフ・ランカにピアノを師事し、13歳で初リサイタルを開くまでになった。その後チェコスロバキア政府から奨学金を得、ブルノ音楽院を経てブラチスラバ音楽院で研鑽を積み、17歳で音楽院を卒業した。1971年に交通事故で骨折して一年間演奏活動を停止。1972年に復帰後はルクセンブルクに亡命。1996年には雪道で転倒して左手に重傷を負い、再び演奏活動が出来なくなったが、リハビリテーションを経て2010年に再度演奏活動への復帰を果たした。
2020年8月12日、モナコにて没。